# 沧源灌树蛙
沧源灌树蛙（学名：Raorchestes cangyuanensis）一种分布于印度米佐拉姆邦、孟加拉国及中国云南省西南部地区的两栖动物，隶属于树蛙科灌树蛙属。模式产地为中国云南沧源县。其种加词“cangyuanensis”意为“云南省沧源县的”。

## 形态特征
沧源灌树蛙模式标本雄蛙体长20毫米。皮肤表面具疣粒。背部呈棕色并带有黑色的") ("形斑；两眼之间有深棕色的三角斑；四肢背部有深棕色横纹；腹面棕色，并带有小的黑色和白色斑点；指和趾的吸盘橘红色。

## 保护
本种于2023年被收录入《有重要生态、科学、社会价值的陆生野生动物名录》。